# Ricky Carmichael
Richard Joseph Carmichael, conegut com a Ricky Carmichael   (Clearwater, 27 de novembre de 1979), és un antic pilot professional de motocròs nord-americà. Va competir als Campionats AMA entre el 1997 i el 2007 i en va guanyar deu títols de motocròs i sis de supercross. A banda, va guanyar tres vegades el Motocross des Nations amb la selecció dels Estats Units.
Els seus setze títols en total el converteixen en el campió més reeixit de la història dels campionats AMA de motocròs. Ostenta també el rècord de títols al campionat de motocròs (10) i el de victòries en Nationals, tant l'absolut (150) com el de motocròs (102); és l'únic a haver guanyat mai totes i cadascuna de les curses de dos campionats consecutius; ocupa el segon lloc al rànquing de títols al campionat de supercross (6) i va guanyar cinc vegades el premi Rider of the Year ("pilot de l'any") de l'AMA. Per tot això i més, se'l coneix popularment com a «The GOAT» (acrònim de Greatest Of All Times, "El més gran de tots els temps", que casualment vol dir "cabra" en anglès). Altres sobrenoms que se li apliquen sovint són Angry Little Elf ("Petit elf enutjat", per la seva alçada d'1,68 m), The Flying Freckle ("La piga voladora", per la seva pell pigada) o, simplement, RC.
Un cop retirat del motocròs el 2007, Carmichael va passar a córrer curses d'automobilisme a la NASCAR, tant de stock car com de camions. L'any 2013 fou incorporat a l'AMA Motorcycle Hall of Fame i el 2015 al Motorsports Hall of Fame of America.

## Trajectòria esportiva
Ricky Carmichael va començar a conduir motocicletes a tres anys i va competir en campionats d'aficionats, obtenint nombroses victòries, durant tota la seva infantesa. El 1996, a setze anys, va debutar amb l'equip Kawasaki al campionat professional AMA, a la darrera cursa de la temporada, on acabà vuitè i va atraure l'atenció dels experts. Des del 1997 fins al 1999 va guanyar el campionat de motocròs en la categoria de 125cc i també va guanyar el campionat de supercross el 1998 després d'obtenir-hi la victòria a totes les curses.
El 1999 passà a la categoria reina del supercross, 250cc, però la temporada se li va complicar per culpa de diversos accidents i lesions (no va poder aconseguir la seva primera victòria en aquest campionat fins a l'any 2000, al Daytona International Speedway). L'any 2000, al campionat de motocròs de 250cc, li va anar millor i va guanyar nou de les dotze curses programades, obtenint així el títol a la primera. Aquell any, a més, va guanyar el Motocross des Nations amb l'equip dels Estats Units.
El 2001, al campionat de supercross, Carmichael va imposar-se clarament a Jeremy McGrath, el campió dels darrers tres anys. McGrath va guanyar dues de les tres primeres curses, però tot seguit Carmichael va tenir una ratxa de tretze victòries consecutives, amb un total de catorze sobre setze possibles. Aquell any va guanyar també el títol de motocròs amb set victòries a les dotze curses.
El 2002 va deixar Kawasaki i va fitxar per Honda, una decisió que va ser molt criticada pels seus seguidors, que la consideraven motivada només per interessos econòmics, mentre que ell va afirmar que es devia al major desenvolupament de les motocicletes Honda. Després d'un mal començament de temporada al campionat de supercross, on es va trencar la mà, va tornar a dominar i va guanyar onze curses del total de setze, superant així el seu rival David Vuillemin a la classificació final. També va repetir èxits al campionat de motocròs guanyant-ne totes les curses, una fita mai no aconseguida per ningú fins aleshores.
El 2003 va guanyar el seu tercer campionat de supercross de 250cc, tot i que amb una diferència més estreta amb el subcampió que en anys anteriors. En va guanyar set curses i va acabar el campionat amb un avantatge de 7 punts sobre Chad Reed, qui en va guanyar vuit curses. Va tornar a dominar el campionat de motocròs guanyant-ne nou de les onze curses.

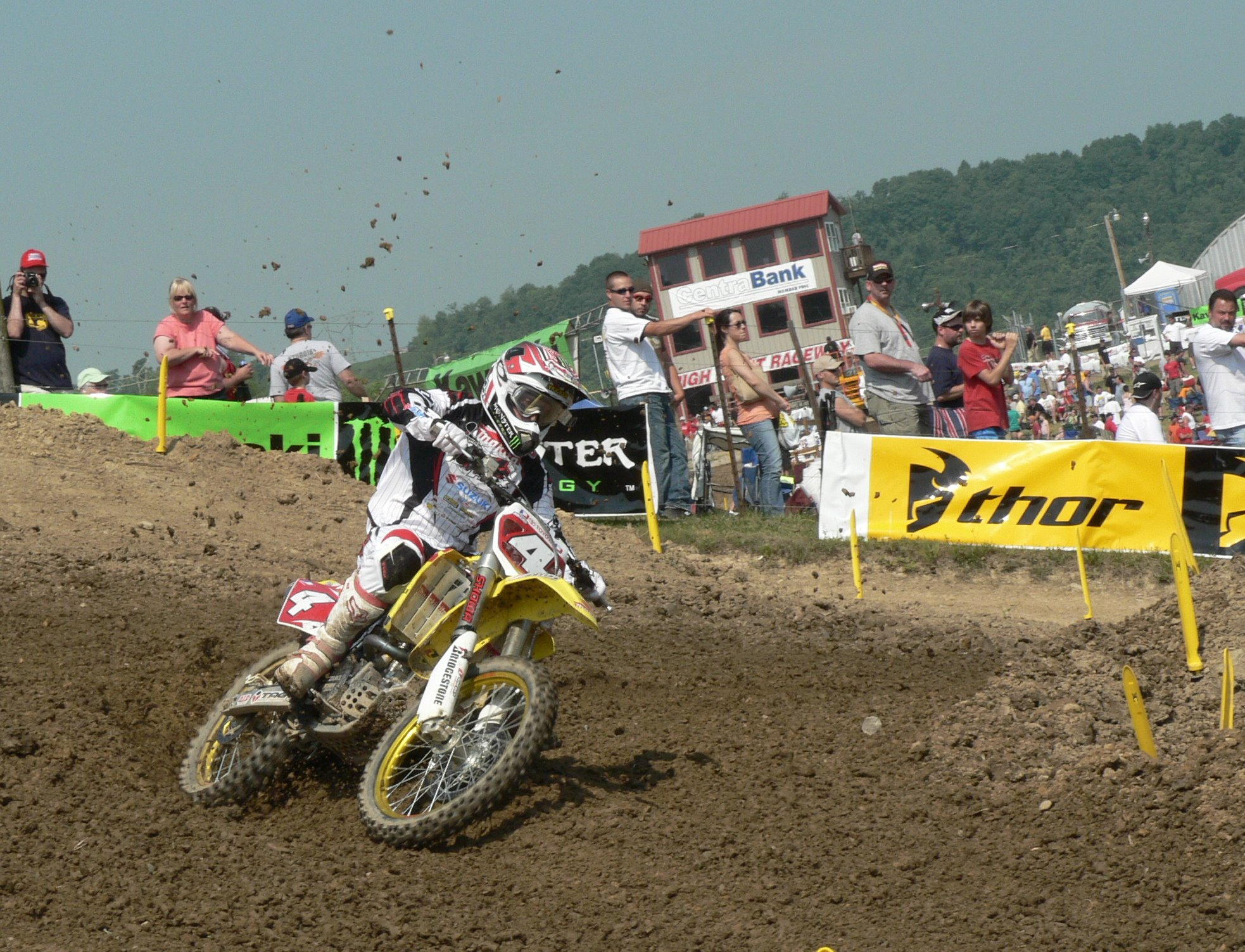
Carmichael amb la Suzuki el 2007

La temporada del 2004 no va participar al campionat de supercross per tal de recuperar-se d'una lesió al genoll que havia patit l'any anterior. Chad Reed va guanyar el campionat, però Carmichael va tornar al de motocròs on va guanyar totes les curses, com el 2002, i aquesta vegada amb una moto nova, l'Honda CRF450R de quatre temps. Al final de la temporada va fitxar per Suzuki.
Tornat al campionat de supercross el 2005 després d'un any en blanc, en va guanyar el títol superant rivals com ara James Stewart, Chad Reed i Kevin Windham i sumant set victòries. També va guanyar el campionat de motocròs, l'Open de Supercross (THQ U.S. Open) i el Motocross des Nations amb l'equip dels Estats Units.
El 2006 va competir amb una Suzuki RMZ450 i va mantenir una aferrissada lluita durant tota la temporada amb Chad Reed i James Stewart. A la darrera cursa, a Las Vegas, va quedar segon i, en avançar els seus rivals per 5 punts, va poder guanyar el seu cinquè títol en la categoria reina del supercross. També va guanyar el campionat de motocròs amb nou victòries a les dotze curses programades. A causa, però, d'una lesió, no va poder formar part de l'equip dels Estats Units que va guanyar aquell any el Motocross des Nations. A finals d'any es va retirar definitivament de les competicions, tot i que durant el 2007 va protagonitzar una mena de gira de comiat durant la qual va poder tornar a guanyar el Motocross des Nations amb la selecció americana.
Del 2008 al 2011, Ricky Carmichael va participar en diversos campionats d'automobilisme als Estats Units, amb resultats discrets.

## Palmarès

### Títols per any
| Any  | Equip    | Campionat             | Classe       |
| ---- | -------- | --------------------- | ------------ |
| 1997 | Kawasaki | AMA Motocross         | 125cc        |
| 1998 | Kawasaki | AMA Supercross        | 125cc (East) |
| 1998 | Kawasaki | AMA Motocross         | 125cc        |
| 1999 | Kawasaki | AMA Motocross         | 125cc        |
| 2000 | Kawasaki | AMA Motocross         | 250cc        |
| 2000 | Kawasaki | Motocross des Nations | -            |
| 2001 | Kawasaki | AMA Supercross        | 250cc        |
| 2001 | Kawasaki | AMA Motocross         | 250cc        |
| 2002 | Honda    | AMA Supercross        | 250cc        |
| 2002 | Honda    | AMA Motocross         | 250cc        |
| 2003 | Honda    | AMA Supercross        | 250cc        |
| 2003 | Honda    | AMA Motocross         | 250cc        |
| 2004 | Honda    | AMA Motocross         | 250cc        |
| 2005 | Suzuki   | AMA Supercross        | 250cc        |
| 2005 | Suzuki   | AMA Motocross         | 250cc        |
| 2005 | Suzuki   | Motocross des Nations | -            |
| 2005 | Suzuki   | THQ U.S. Open SX      | -            |
| 2006 | Suzuki   | AMA Supercross        | 450cc        |
| 2006 | Suzuki   | AMA Motocross         | 450cc        |
| 2007 | Suzuki   | Motocross des Nations | -            |

### Resum
- 10 Campionats AMA de motocròs (1 x 450cc, 6 x 250cc, 3 x 125cc)
- 6 Campionats AMA de Supercross (1 x 450cc, 4 x 250cc, 1 x 125cc)
- 3 Motocross des Nations
- 1 Open de Supercross

### Resultats per any als campionats AMA
(Llegenda)
| Any Campionat | Rda 1 | Rda 2 | Rda 3 | Rda 4 | Rda 5 | Rda 6 | Rda 7 | Rda 8 | Rda 9 | Rda 10 | Rda 11 | Rda 12 | Rda 13 | Rda 14 | Rda 15 | Rda 16 | Posició mitjana | % Podis | Posició |
| ------------- | ----- | ----- | ----- | ----- | ----- | ----- | ----- | ----- | ----- | ------ | ------ | ------ | ------ | ------ | ------ | ------ | --------------- | ------- | ------- |
| 1997 125 SX-E | -     | -     | -     | -     | 19    | 1     | 6     | -     | -     | 1      | 10     | 3      | 1      | -      | 18     | -      | 7,38            | 50%     | 3r      |
| 1997 125 MX   | 1     | 1     | 1     | 13    | 1     | 1     | 2     | 4     | 2     | 1      | 1      | 1      | 3      | -      | -      | -      | 2,46            | 85%     | 1r      |
| 1998 125 SX-E | -     | -     | -     | -     | -     | 1     | 1     | 1     | 1     | 1      | -      | 1      | 1      | -      | 1      | -      | 1,00            | 100%    | 1r      |
| 1998 125 MX   | 1     | 3     | 1     | 9     | 1     | 1     | 1     | 1     | 1     | 1      | 4      | 5      | -      | -      | -      | -      | 2,41            | 75%     | 1r      |
| 1999 250 SX   | 6     | 19    | -     | -     | -     | 4     | 14    | 19    | 4     | -      | 18     | 6      | 11     | 12     | 7      | 19     | 11,58           | -       | 16è     |
| 1999 250 MX   | 1     | 1     | 1     | 1     | 6     | 1     | 1     | 1     | 2     | 3      | 1      | 1      | -      | -      | -      | -      | 1,66            | 92%     | 1r      |
| 2000 250 SX   | 8     | 4     | 10    | 3     | 2     | 4     | 10    | 3     | 1     | 3      | 19     | 5      | 3      | 4      | 8      | 5      | 5,63            | 38%     | 5è      |
| 2000 250 MX   | 1     | 3     | 11    | 1     | 1     | 2     | 1     | 1     | 1     | 1      | 1      | 1      | -      | -      | -      | -      | 2,01            | 92%     | 1r      |
| 2001 250 SX   | 3     | 1     | 2     | 1     | 1     | 1     | 1     | 1     | 1     | 1      | 1      | 1      | 1      | 1      | 1      | 1      | 1,19            | 100%    | 1r      |
| 2001 250 MX   | 4     | 2     | 5     | 1     | 1     | 1     | 1     | 1     | 2     | 1      | 1      | 1      | -      | -      | -      | -      | 1,75            | 83%     | 1r      |
| 2002 250 SX   | 20    | 4     | 4     | 1     | 1     | 2     | 1     | 1     | 1     | 1      | 1      | 1      | 2      | 1      | 1      | 1      | 2,63            | 81%     | 1r      |
| 2002 250 MX   | 1     | 1     | 1     | 1     | 1     | 1     | 1     | 1     | 1     | 1      | 1      | 1      | -      | -      | -      | -      | 1,00            | 100%    | 1r      |
| 2003 250 SX   | 2     | 4     | 1     | 1     | 1     | 3     | 1     | 1     | 1     | 1      | 2      | 2      | 2      | 2      | 2      | 2      | 1,75            | 94%     | 1r      |
| 2003 250 MX   | 1     | 1     | 1     | 1     | 1     | 1     | 2     | 2     | 1     | 1      | 1      | -      | -      | -      | -      | -      | 1,18            | 100%    | 1r      |
| 2004 250 SX   | -     | -     | -     | -     | -     | -     | -     | -     | -     | -      | -      | -      | -      | -      | -      | -      | -               | -       | -       |
| 2004 250 MX   | 1     | 1     | 1     | 1     | 1     | 1     | 1     | 1     | 1     | 1      | 1      | 1      | -      | -      | -      | -      | 1,00            | 100%    | 1r      |
| 2005 250 SX   | 3     | 1     | 1     | 1     | 1     | 1     | 2     | 1     | 1     | 2      | 2      | 2      | 2      | 3      | 3      | 2      | 1,75            | 100%    | 1r      |
| 2005 250 MX   | 1     | 1     | 1     | 1     | 1     | 1     | 1     | 1     | 1     | 1      | 1      | 1      | -      | -      | -      | -      | 1,00            | 100%    | 1r      |
| 2006 450 SX   | 3     | 1     | 1     | 2     | 1     | 2     | 20    | 1     | 1     | 2      | 2      | 2      | 2      | 6      | 3      | 2      | 3,19            | 88%     | 1r      |
| 2006 450 MX   | 2     | 1     | 1     | 1     | 1     | 1     | 1     | 2     | 1     | 1      | 1      | DNF    | -      | -      | -      | -      | 1,18            | 100%    | 1r      |
| 2007 450 SX   | 2     | DNS   | DNS   | 2     | 1     | DNS   | DNS   | DNS   | 2     | 1      | 2      | 2      | DNS    | DNS    | DNS    | DNS    | 1,71            | 100%    | 8è      |
| 2007 450 MX   | 1     | 1     | 1     | 1     | 1     | DNS   | DNS   | DNS   | 1     | DNS    | DNS    | DNS    | -      | -      | -      | -      | 1,00            | 100%    | 6è      |

1. ↑  Carmichael es va retirar de les curses a temps complet a finals de 2006. El 2007 en va córrer un calendari parcial tant a SX com a MX com a gira de comiat.